# 晶圆级封装
晶圆级封装（英語：Wafer-level packaging，WLP）是一种在制造集成电路的晶圆被切割之前的封装工藝。在WLP中，封裝的頂層和底層以及焊料凸點在積體電路仍在晶圓中時就附著上，而在傳統製程中，安裝封裝元件之前就已將晶圓切成單獨的電路（晶片）。
WLP本质上是一种真正的芯片级封装（CSP）技術，因為最終的封裝實際上與晶片尺寸相同。晶圓級封裝允許在晶圓級整合晶圓製造、封裝、測試和老化，以簡化裝置從矽片開始到向客戶發貨的製造流程。目前晶圓級封裝還沒有一個業界標準方法。
由於尺寸限制，WLP的主要應用領域是智能手机。例如，蘋果iPhone 5至少有 11 個不同的WLP，三星Galaxy S III有6个，HTC One X有7個。 WLP在智慧型手機中提供的功能包括感測器、電源管理、無線等。iPhone 7采用扇出晶圆级封装技术，实现机型更薄、更轻。

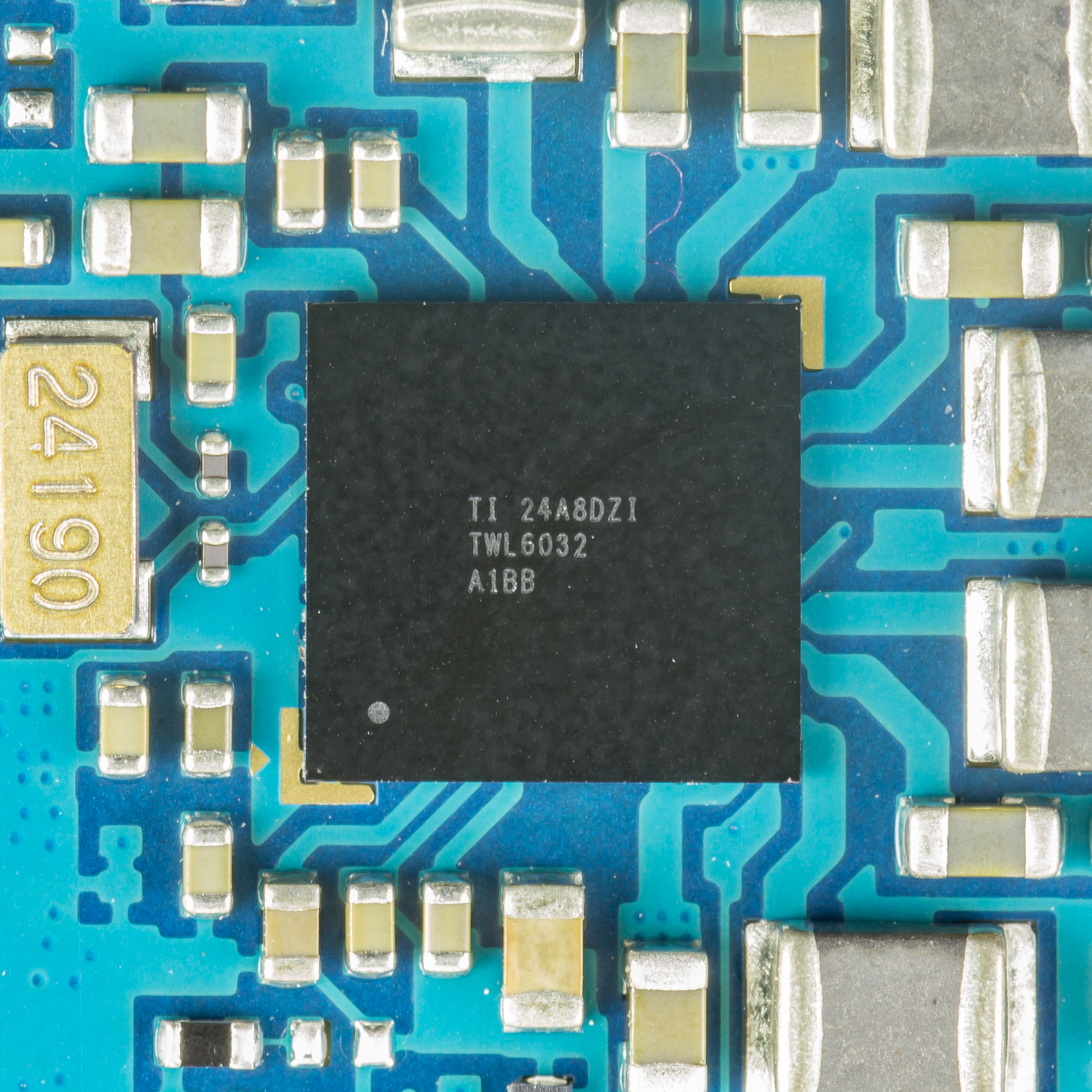
连接到印刷电路板的晶圆级封装

晶圓級晶片規模封裝（Wafer-level chip scale packaging，WLCSP）是目前市場上最小的封裝，由日月光半导体等 OSAT（Outsourced Semiconductor Assembly and Test）公司生产。 WLCSP 封裝只是一個帶有重佈線層（redistribution layer（RDL）、中介层或I/O间距）的裸芯，用於重新排列晶片上的引腳或觸點，確保其足夠大、間距足夠，可以像球栅阵列封装一样处理。 
晶圓級封裝有兩種：扇入型和扇出型。扇入WLCSP封裝具有與晶片尺寸相同的中介層，而扇出WLCSP 封裝具有比晶片更大的中介層，與傳統BGA封裝類似，不同之處在於中介層是內建的直接位於晶片頂部，而不是使用倒裝晶片方法將晶片附著到晶片上並進行回流焊接。在扇入WLSCP封裝中也是如此。 在這兩種情況下，帶有中介層的管芯可以被諸如环氧树脂之類的封裝材料覆蓋。
2015年2月，人们发现树莓派中的WLCSP芯片在氙气闪光或其他长波明亮闪光方面存在问题，在芯片内诱发光电效应。 因此，晶圆级封装需要仔细考虑暴露于极亮光的情况。

## 相关
- IC封装类型列表
- 芯片级封装
- 晶圆级集成
- 晶圆键合

## 阅读
- Shichun Qu; Yong Liu. . Springer. 2014. ISBN 978-1-4939-1556-9.